# 게오르게 디니커

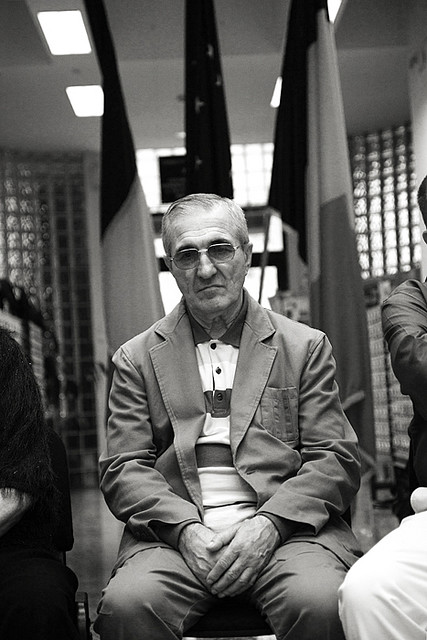

게오르게 디니커(Gheorghe Dinică, 1934년 ~ 2009년 11월 10일)는 루마니아의 배우이다.
부쿠레슈티에서 태어났으며 부쿠레슈티에서 사망하였다. 사인은 심근 경색이다.

## 영화
- 위켄드 위드 마이 마더 (2009년)
- 화이트 팜스 (2006년)
- 자선사업 (2002년)
- 고문 기술자의 고백 (2001년)
- 더 콘테스트 (1982년)